# Xorides gravenhorstii
Xorides gravenhorstii là một loài tò vò trong họ Ichneumonidae.